# Ivana Mudrová
Ivana Mudrová, rozená Fuksová (* 10. června 1960 Praha) je česká spisovatelka populárně naučné literatury historicko-místopisného a literárně-místopisného zaměření.

## Život
Narodila se v Praze, kde absolvovala střední ekonomickou školu. Publikovat začala externě v časopisech, její první články vyšly v časopise Turista na cestu. V redakci Českého slova a Večerníku Praha pak několik let redigovala stránky věnované cestování, památkám a historii. Zde založila mimo jiné autorskou rubriku Kam značky nevedou, z jejíchž článků pak vznikl zárodek stejnojmenné knihy. Později se již věnovala výhradně autorské tvorbě. Kromě psaní knih také občas přispívá do časopisů cestopisného zaměření (Lidé a země, Země světa). 
Sama sebe charakterizuje jako "cestovatelku s literárními sklony".

## Tvorba
Knihy Ivany Mudrové jsou netradiční turistické průvodce s tipy na výlety a procházky obvykle do méně známých míst, často spojených se zajímavými osobnostmi nebo literárními díly. Doplňuje je převážně vlastními fotografiemi. Trochu odlišný charakter má kniha Tři anglické lásky, věnovaná anglickým spisovatelkám Jane Austenové, sestrám Brontëovým a Daphne du Maurier.
Knihy o Česku
- Kam značky nevedou I-III (2004–2007)
- Prahou s otevřenýma očima I-V (2005–2015)
- Tajnosti českých hřbitovů (2013)
- Z Prahy všemi směry I-IV (2013–2017)
- Pomníčky a jejich příběhy (2016)

Knihy se zahraniční tematikou
- Evropa okouzleným pohledem I-II (2006, 2008)
- Tři anglické lásky (2010)
- Tajnosti skotské metropole (2013)